# Big Boi & Dre Present... Outkast
Big Boi & Dre Present... Outkast är ett musikalbum av Outkast, släppt 2001.
Albumet är en samlingsskiva med låtar från hela deras karriär.

## Låtlista
1. "Intro" 2001
2. "Funkin' Around" 2001
3. "Ain't No Thang" 1994
4. "So Fresh, So Clean" 2000
5. "Rosa Parks" 1998
6. "The Whole World" (feat. Killer Mike) 2001
7. "Aquemini" 1998
8. "B.O.B." ("Bombs over Baghdad") 2000
9. "Southernplayalisticadillacmuzik" 1994
10. "Crumblin' Erb" 1994
11. "Ms. Jackson" 2000
12. "Player's Ball" 1994
13. "Elevators (Me & You)" 1996
14. "Spottieottiedopaliscious" 1998
15. "Git Up, Git Out" 1994
16. "Movin' Cool (The After Party)" 2001